# Prêmio Bibi Ferreira 2018

A 6ª Edição da Cerimônia de Entrega dos Prêmios Bibi Ferreira ocorreu no dia 25 de setembro de 2018, no Teatro Renault, na cidade de São Paulo.

## Cerimônia
O período de elegibilidade se iniciou em 1 de julho de 2017 e se estendeu até 21 de junho de 2018, acompanhando produções de musicais em cartaz na cidade. Em 2 de agosto foram anunciados os indicados às categorias.
A cerimônia foi apresentada por Alessandra Maestrini e Miguel Falabella.

## Indicados e vencedores[4]
| Melhor Musical | Melhor Musical Brasileiro |
| --- | --- |
| Cantando na Chuva - Bibi, uma Vida em Musical - A Pequena Sereia - Peter Pan - O Auto do Reino do Sol - Suassuna | O Auto do Reino do Sol - Suassuna - Bibi, uma Vida em Musical - Hebe, o Musical - O Som e a Sílaba |
| Melhor Versão em Musicais | Melhor Direção em Musicais |
| Cantando na Chuva – Mariana Elisabetsky e Victor Muhletahler - A Pequena Sereia - Mariana Elisabetsky e Victor Muhletahler - Peter Pan - Bianca Tadini e Luciano Andrey                                                      | Fred Hanson – Cantando na Chuva - José Possi Neto - Peter Pan - Luiz Carlos Vasconcelos - O Auto do Reino do Sol - Suassuna - Miguel Falabella - O Som e a Sílaba - Tadeu Aguiar - Bibi, uma Vida em Musical                         |
| Melhor Ator | Melhor Atriz |
| Adren Alves – O Auto do Reino do Sol - Suassuna - Jarbas Homem de Mello - Cantando na Chuva - Marcelo Médici - Se Meu Apartamento Falasse - Marcelo Nogueira - Agnaldo Rayol – A Alma do Brasil - Mateus Ribeiro - Peter Pan | Amanda Acosta – Bibi, uma Vida em Musical - Alessandra Maestrini - O Som e a Sílaba - Bruna Guerin - Cantando na Chuva - Débora Reis - Hebe, o Musical - Malu Rodrigues - A Noviça Rebelde                                           |
| Ator Coadjuvante | Atriz Coadjuvante |
| Eduardo Rios – O Auto do Reino do Sol - Suassuna - Chris Penna - Bibi, uma Vida em Musical - Daniel Boaventura - Peter Pan - Edgar Bustamante - Os Produtores - Renato Luciano - O Auto do Reino do Sol - Suassuna           | Cláudia Raia – Cantando na Chuva - Andrezza Massei - A Pequena Sereia - Maria Clara Gueiros - Se Meu Apartamento Falasse - Mirna Rubim - O Som e a Sílaba - Nábia Vilela - Cantando na Chuva                                         |
| Revelação em Musicais | Direção Musical |
| Vitor Rocha – Cargas D’Água, Um Musical de Bolso - João Vítor Silva - Ayrton Senna, o Musical - Rebecca Jamir - O Auto do Reino do Sol - Suassuna                                                                            | Tony Lucchesi – Bibi, uma Vida em Musical - Alfredo Del-Penho, Beto Lemos e Chico César - O Auto do Reino do Sol - Suassuna - Carlos Bauzys - Cantando na Chuva - Daniel Rocha - Hebe, o Musical - Marcelo Castro - A Noviça Rebelde |
| Melhor Cenografia | Melhor Figurino |
| Peter Pan – Renato Theobaldo - A Noviça Rebelde - David Harris - A Pequena Sereia - Benjamin La Cour - Cantando na Chuva - Josh Zangen                                                                                       | Peter Pan – Thanara Schonardie - A Pequena Sereia - Fábio Namatame - Cantando na Chuva - Fábio Namatame - O Auto do Reino do Sol - Suassuna - Kika Lopes e Heloisa Stocker                                                           |
| Melhor Roteiro Original | Melhor Arranjo Original |
| O Som e a Sílaba – Miguel Falabella - Bibi, uma Vida em Musical - Artur Xexéo e Luanna Guimarães - O Auto do Reino do Sol - Suassuna - Bráulio Tavares                                                                       | Hebe, o Musical – Daniel Rocha - Bibi, uma Vida em Musical - Tony Lucchesi - Rio Mais Brasil - Carlos Bauzys e Daniel Rocha |
| Melhor Coreografia | Melhor Letra e Música |
| Peter Pan – Alonso Barros - Cantando na Chuva - Chris Mattallo e Katia Barros - Hebe, o Musical - Fernanda Chamma | O Auto do Reino do Sol - Suassuna – Adrén Alves, Alfredo Del-Penho, Beto Lemos, Bráulio Tavares e Chico César - Cargas D´Água, Um Musical de Bolso - Ana Paula Villar e Vitor Rocha                                                  |
| Melhor Desenho de Luz | Melhor Desenho de Som |
| Cantando na Chuva – Cory Pattak - A Pequena Sereia - Benjamin La Cour - Bibi, uma Vida em Musical - Rogério Wiltgen - O Auto do Reino do Sol - Suassuna - Renato Machado                                                     | Cantando na Chuva – Tocko Mickelazzo - A Noviça Rebelde - Marcelo Claret - Bibi, uma Vida em Musical - Gabriel D’Angelo |
| Melhor Visagismo | |
| Hebe, o Musical – Anderson Bueno - A Pequena Sereia - Feliciano San Román - Peter Pan - Sergio Abajur | |

## Resumo
Lista de espetáculos com mais de uma indicação:
| Programa                           | Indicações | Vitórias |
| ---------------------------------- | ---------- | -------- |
| Cantando na Chuva                  | 13         | 6        |
| O Auto do Reino do Sol - Suassuna  | 12         | 4        |
| Bibi, uma Vida em Musical          | 10         | 2        |
| Peter Pan                          | 9          | 3        |
| A Pequena Sereia                   | 7          | 0        |
| Hebe, o Musical                    | 6          | 2        |
| O Som e a Sílaba                   | 5          | 1        |
| A Noviça Rebelde                   | 4          | 0        |
| Cargas D´Água, Um Musical de Bolso | 2          | 1        |
| Se Meu Apartamento Falasse         | 2          | 0        |

## Apresentações

### Apresentações principais
- Beto Sargentelli e Eline Porto - Apresentação dos prêmios Melhor Desenho de Som e Melhor Desenho de Luz
- Chris Penna - Apresentação do musical Bibi, uma Vida em Musical
- Gabriel Leone, Bruna Guerin e André Frateschi - Apresentação dos prêmios Melhor Cenografia, Melhor Figurino e Melhor Visagismo
- José Possi Neto - Apresentação do musical Peter Pan
- Malu Rodrigues e Kiara Sasso - Apresentação dos prêmios Melhor Roteiro Original e Melhor Versão
- Luiza Gattai, Maria Clara Rosis e Siena Belle - Apresentação do prêmio Voto Popular
- André Loddi e Leandro Luna - Apresentação dos prêmios Melhor Arranjo Original e Melhor Letra e Música
- Nábia Vilela - Apresentação do musical Cantando na Chuva
- Andrezza Massei e Ivan Parente - Apresentação dos prêmios Melhor Direção Musical e Melhor Coreografia
- Frederico Silveira e Bianca Tadini - Apresentação do prêmio Melhor Direção
- Rodrigo Negrini - Apresentação do musical A Pequena Sereia
- Larissa Manoela e Diego Montez - Apresentação do prêmio Melhor Revelação
- Thiago Arancam e Lina Mendes - Apresentação dos prêmios Melhor Ator Coadjuvante e Melhor Atriz Coadjuvante
- Saulo Vasconcelos e Sara Sarres - Apresentação dos prêmios Melhor Ator e Melhor Atriz
- Maria Clara Gueiros - Apresentação do prêmio Melhor Musical Brasileiro
- Miguel Falabella e Alessandra Maestrini - Apresentação do prêmio Melhor Musical

### Apresentações musicais
- Alessandra Maestrini, Amanda Acosta, Débora Reis e Miguel Falabella - Número de abertura
- Amanda Acosta - Apresentação de número musical "Medley Edith Piaf" de Bibi, uma Vida em Musical
- Mateus Ribeiro - Apresentação de número musical "Uga Uga" de Peter Pan
- Rebecca Jamir - Apresentação de número musical "Quando eu Conversar com Deus" de O Auto do Reino do Sol - Suassuna
- Alessandra Maestrini e Kátia Barros - Apresentação do número musical "Chandelier", adaptação da musica de mesmo nome da cantora australiana Sia
- Jarbas Homem de Mello e Bruna Guerin - Apresentação do número musical "Bom Dia" de Cantando na Chuva
- Lucas Cândido e elenco - Apresentação do número musical "É Amor" de A Pequena Sereia
- Letícia Soares, Andrezza Massei, Alessandra Maestrini, Miguel Falabella e elenco - Apresentação do número de encerramento "This is me", adaptado do musical O Rei do Show